# Трстянка (притока Ольшави)
Трстянка (притока Ольшави)
Трстянка (словац. Trstianka) — річка; права притока Ольшави, протікає в окрузі Кошиці-околиця.
Довжина приблизно 17.5-18.0 км. Витік знаходиться в масиві Солоні гори (геоморфологічна підодиниця Шімонка) на висоті приблизно 420 метрів.
Протікає територією сіл Бунетиці; Втачківці; Кецеровце; Чижатиці; Трстяни; Дюрдьошик і Бідовце. Впадає в Ольшаву на висоті приблизно 222—225 метрів.